# Bisdom Dori

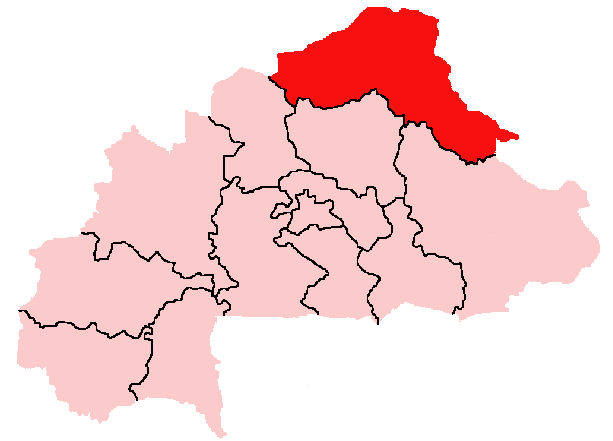
Het bisdom (rood) binnen Burkina Faso

Het bisdom Dori (Latijn: Dioecesis Doriensis) is een rooms-katholiek bisdom met als zetel Dori in Burkina Faso. Het is een suffragaan bisdom van het aartsbisdom Koupéla. Het bisdom werd opgericht in 2004.
In 2021 telde het aartsbisdom zes parochies. Het bisdom is met een oppervlakte van 36.166 km² het op een na grootste van het land en komt overeen met de provincies Soum, Oudalan, Séno en Yagha. Het bisdom telde in 2021 1.200.000 inwoners waarvan 1,4% rooms-katholiek was. De katholieken zijn afkomstig van andere delen van Burkina Faso. Bekeringen bij de lokale bevolking (Fulbe, Rimaebé, Bella en Toeareg) zijn niet bekend. 

## Geschiedenis
In de streek met een overgrote islamitische meerderheid waren vanaf de koloniale tijd redemptoristen actief. Zij werkten vanuit Fada. In 1961 werd een katholieke parochie (Sainte-Anne) gesticht in Dori. In 1987 overleed de laatste priester in de parochie, Lucien Bidaud. In 1989 werd het gebied toegewezen aan de witte paters. In 2004 werd Dori een bisdom. Naast de witte paters zijn ook zusters missionarissen van Afrika en Sœurs de l’Annonciation de Bobo actief in het bisdom.

## Bisschoppen
- Joachim Hermenegilde Ouédraogo (2004-2011)
- Laurent Birfuoré Dabiré (2013-)